# Brenda Hampton
Brenda Hampton (19 de agosto de 1951) é a criadora, escritora e produtora das séries 7th Heaven e The Secret Life of the American Teenager, nascida em Atlanta, Georgia.

## Produção
| Título                                   | Episódios     | Ano       |
| ---------------------------------------- | ------------- | --------- |
| The Secret Life of the American Teenager | 121 Episódios | 2008-2013 |
| 7th Heaven                               | 243 Episódios | 1996-2007 |